# Kathryn Hunter
Kathryn Hunter (nacida como Aikaterini Hadjipateras, Nueva York, 18 de noviembre de 1957) es una directora y actriz estadounidense-griega de teatro, cine y televisión.
Egresada del Real Academia de Arte Dramático, fue la primera mujer en interpretar El Rey Lear. Ha recibido diversos reconocimientos, entre ellos el Premio Laurence Olivier en la categoría mejor actriz por su rol de Claire Zachanassian en la obra The Visit estrenada en el Royal National Theatre de Londres en 1991; así como dos nominaciones al Premio Laurence Olivier a la mejor actriz por The Skriker en 1994 y a la mejor actriz de reparto por Pericles, Prince of Tyre en 1995. Además, fue nominada al Premio Drama Desk a la Mejor actuación en solitario en 2013 por Kafka’s Monkey.

## Filmografía seleccionada

### Cine
- 1992: Orlando
- 1993: El niño de Mâcon
- 1997: Wet and Dry, cortometraje.
- 1999: Simon Magus
- 2002: All or Nothing
- 2007: Harry Potter y la Orden del Fénix
- 2011: Dear Anna, cortometraje.
- 2021: The Tragedy of Macbeth
- 2023: Pobres criaturas[6]

### Televisión
- 1990: Anything for a Quiet Life
- 1992: Maria's Child
- 1994: Grushko, dos episodios.
- 2001: NCS: Manhunt
- 2001: Silent Witness, un episodio.
- 2005–2007: Rome, cuatro episodios.
- 2012: Tron: La resistencia, un episodio.
- 2018: Black Earth Rising
- 2022: Andor

### Teatro
- 1986: The Hypochrondriac.
- 1988-1989: A Minute Too Late, Ave Maria, Miss Donnithorne's Maggot, Escape for Tuba, Food of Love, What is All This Dancing?, The Visit, My Army, Please, Please, Please, The Phantom Violin, Anything for a Quiet Life, Rainmaker in Gebb y The Right Size in Que Sera.
- 1994: Pericles, Out of a House Walked a Man.
- 1995: Out of a House Walked a Man...
- 1998: Mr. Puntila and His Man Matti, directora.
- 1999: La comedia de las equivocaciones, directora.
- 2000: Spoonface Steinberg.
- 2004: Whistling Psyche.
- 2006: Yerman.
- 2013: Kafka’s Monkey.

## Premios y nominaciones
| Año  | Premio                  | Categoría                    | Trabajo                  | Resultado | ref.  |
| ---- | ----------------------- | ---------------------------- | ------------------------ | --------- | ----- |
| 1991 | Premio Laurence Olivier | Mejor actriz                 | The Visit                | Ganador   | [ 2 ] |
| 1994 | Premio Laurence Olivier | Mejor actriz                 | The Skriker              | Nominado  | [ 3 ] |
| 1995 | Premio Laurence Olivier | Mejor actriz de reparto      | Pericles, Prince of Tyre | Nominado  | [ 4 ] |
| 2013 | Premio Drama Desk       | Mejor actuación en solitario | Kafka’s Monkey           | Nominado  | [ 5 ] |